# Saal (Poméranie-Occidentale)
Pour les articles homonymes, voir Saal.
Saal est une municipalité allemande du land de Mecklembourg-Poméranie-Occidentale et l'arrondissement de Poméranie-Occidentale-Rügen.

## Personnalités liées à la ville
- Balthasar-Antoine Dunker (1746-1807), peintre né à Saal.
- Wilhelm Bruhn (1869-1951), homme politique né à Saal.